# Nephromeria albonitens
Nephromeria albonitens là một loài thực vật có hoa trong họ Đậu. Loài này được (Lem.) Schindl. mô tả khoa học đầu tiên năm 1924.